# Gene Siskel
Gene Siskel était un critique de cinéma américain né le 26 janvier 1946 à Chicago et décédé le 20 février 1999.
Il collabora souvent avec Roger Ebert pour ses chroniques et ses émissions de télévisions.
Il est parodié dans Tel est pris qui croyait prendre et Godzilla.